# Franziska Martinsen
Franziska Martinsen (* 1975 in Hannover) ist eine deutsche Politikwissenschaftlerin und Hochschullehrerin. Sie ist seit Februar 2022 Professorin für Politische Theorie an der Universität Duisburg-Essen.

## Werdegang
Martinsen studierte Philosophie, Politik- und Musikwissenschaft an der Humboldt-Universität zu Berlin und der Freien Universität Berlin. Im Anschluss promovierte sie an der Universität Basel mit einer Arbeit über globale Gerechtigkeit. Im Jahr 2016 habilitierte sie an der Gottfried Wilhelm Leibniz Universität Hannover. Im Wintersemester 2017/2018 vertrat sie die Professur für Politische Theorie und Ideengeschichte an der Universität Greifswald. Im Frühjahr 2018 war sie Gastprofessorin für Politische Theorie an der Universität Wien. Im Sommersemester 2018 und Wintersemester 2018/2019 vertrat Martinsen die Professur für Politikwissenschaft mit dem Schwerpunkt Politische Theorie an der Christian-Albrechts-Universität zu Kiel. Im folgenden Sommersemester 2019 vertrat sie die Professur für Politikwissenschaft am SOCIUM der Universität Bremen. 2020 vertrat sie die Professur Politische Theorie an der Universität Duisburg-Essen. Anschließend wurde sie im Jahr 2022 zur Professorin für Politische Theorie an ebenjene Universität berufen. 